# 16 juin en sport
16 mai 16 juillet
Chronologies thématiques
- Croisades
- Ferroviaires
- Disney

Le 16 juin (167e jour de l'année ou 168e en cas d'année bissextile) en sport.

## Événements

### XIXesiècle
- 1857 :
  - (Boxe) : Tom Sayers bat William Perry après 85 tours à l'île de Grain. Tom Sayers revendique le titre, mais la plupart de bailleurs de fonds reconnaissent encore Tom Paddock, qui ne lutte pas cette année. La carrière de Perry se termine après sa défaite par Sayers[1].
- 1858 :
  - (Boxe) : Tom Sayers et Tom Paddock combattent enfin à Canvey Island où Sayers en 21 rounds devient le champion incontesté d'Angleterre[1].
- 1893 :
  - (Baseball) : première « Journée des dames », les dames sont admises gratuitement à la partie de baseball des « New York Giants » à New York.
- 1894 :
  - (Olympisme) : ouverture à la Sorbonne (Paris) du « Congrès pour le rétablissement des Jeux olympiques ».

### XXesièclede1901à1950
- 1909 :
  - (Baseball) : première victoire de l'équipe de baseball les Highlanders (Yankees) de New York. Jim Thorpe fait ses débuts en baseball professionnel américain.
- 1927 :
  - (Golf) : Tommy Armour remporte le tournoi de golf « U.S. Open ».
- 1928 :
  - (Sport automobile) : départ de la sixième édition des 24 Heures du Mans.
- 1929 :
  - (Sport automobile) : victoire de Woolf Barnato et Henry Birkin aux 24 Heures du Mans. Les quatre premières places de la course sont remportées par des voitures britanniques Bentley.
- 1934 :
  - (Sport automobile) : départ de la douzième édition des 24 Heures du Mans.
- 1935 :
  - (Sport automobile /Endurance) : victoire de Johnny Hindmarsh et Luis Fontés aux 24 Heures du Mans.
  - (Sport automobile /Grand Prix automobile) : victoire de Rudolf Caracciola dans la course de l'Eifelrennen.
- 1946 :
  - (Golf) : Lloyd Mangrum remporte le tournoi de golf « U.S. Open »

### XXesièclede1951à2000
- 1956 :
  - (Golf) : Ben Hogan remporte le tournoi de golf « U.S. Open » pour la deuxième année consécutive
- 1956 :
  - (Golf) : Cary Middlecoff remporte le tournoi de golf « U.S. Open »
- 1957 :
  - (Athlétisme) : l'athlète américain Bob Gutowski améliore son record du monde du saut à la perche avec un bond de 4,819 m.
- 1963 :
  - (Sport automobile) : victoire de Lorenzo Bandini et Ludovico Scarfiotti aux 24 Heures du Mans.
- 1968 :
  - (Golf) : Lee Trovino devient le premier golfeur à jouer les 4 parties du « U.S. Open » en dessous de la normale, 69, 68, 69 et 67
- 1974 :
  - (Golf) : Hale Irwin remporte le tournoi de golf « U.S. Open ».
  - (Sport automobile) : victoire de Henri Pescarolo et Gérard Larrousse aux 24 Heures du Mans.
- 1975 :
  - (Golf) : Hale Irwin remporte le tournoi de golf « U.S. Open »
- 1978 :
  - (Athlétisme) : Vladimir Yashchenko porte le record du monde de saut en hauteur à 2,34 mètres.
- 1979 :
  - (Baseball) : Carl Yastrzemski frappe son 1 000e coup sûr au baseball
- 1981 :
  - (Baseball) : le journal « Chicago Tribune » achète le club de baseball « Chicago Cubs » de P.K. Wrigley pour 20 500 000 USD
- 1982 :
  - (Hockey sur glace) : les propriétaires de l'équipe de hockey les Devils du New Jersey obtiennent une concession de hockey dans la NHL
- 1983 :
  - (Cyclisme) : Carlos Vieira pédale à bicyclette pendant 191 heures sans arrêt à Leiria au Portugal
- 1984 :
  - (Compétition automobile) : départ de la cinquante-deuxième édition des 24 Heures du Mans.
  - (Athlétisme) : Edwin Moses remporte sa 100e course consécutive au 400 mètres.
- 1985 :
  - (Golf) : Andy North remporte le tournoi de golf « U.S. Open ».
  - (Athlétisme) : l'Afro-Américain Willie Banks brise un record mondial en sautant par-dessus la barre à 58 pieds 11,5 pouces, ou 17,97 mètres, lors d'un triple saut à Indianapolis en Indiana.
  - (Formule 1) : le pilote automobile italien Michele Alboreto remporte le Grand Prix du Canada à Montréal, sur une Ferrari.
- 1987 :
  - (Basket-ball) : Kareem Abdul-Jabbar signe un contrat de 2 ans de 5 millions de dollars pour jouer avec l'équipe de basket-ball les Lakers de Los Angeles. Il devient ainsi le sportif le mieux payé au monde.
- 1990 :
  - (Sport automobile) : départ de la cinquante-huitième édition des 24 Heures du Mans.
- 1991 :
  - (Baseball) :
    - le joueur des Braves d'Atlanta, Otis Nixon, vole six buts lors d'une partie contre les Expos de Montréal, établissant ainsi un record de la National League
    - les Twins du Minnesota établissent un record d'équipe en remportant 15 parties de suite sans défaite

  - (Formule 1) : Grand Prix automobile du Mexique.
- 1995 :
  - (Jeux olympiques) : l'organisation des Jeux olympiques d'hiver de 2002 est confiée à la ville américaine Salt Lake City
- 1996 :
  - (Formule 1) : Grand Prix automobile du Canada.
- 1998 :
  - (Hockey sur glace/Coupe Stanley) : l'équipe des Red Wings de Détroit bat l'équipe des Capitals de Washington 4 parties à 0 et remporte la coupe Stanley. Steve Yzerman est désigné joueur de la compétition.
- 1999 :
  - (Athlétisme) : l'Américain Maurice Greene bat le record le plus prestigieux du monde, celui d 100 mètres couru en 9,79 secondes.

### XXIesiècle
- 2001 :
  - (Sport automobile) : départ de la soixante-neuvième édition des 24 Heures du Mans.
- 2007 :
  - (Baseball) : en finale de la Coupe d'Europe 2007, les professionnels néerlandais de Kinheim s'imposent 3-1 face aux amateurs français des Huskies de Rouen.
  - (Football américain) : en finale du casque de diamant 2007 (championnat de France élite) : les Flash de La Courneuve s'imposent 21-6 face aux Black Panthers de Thonon.
  - (Sport automobile) : départ de la soixante-quinzième édition des 24 Heures du Mans.
- 2012 :
  - (Sport automobile) : départ de la quatre-vingtième édition des 24 Heures du Mans.
- 2013 :
  - (Nautisme) : Francis Joyon réalise un exploit en pulvérisant le Record de la traversée de l'Atlantique Nord à la voile en solo, à la barre de son maxi-Trimaran IDEC en 5 jours 2 h 56 min et 10 s.
- 2015 :
  - (Basket-ball) : Les Warriors de Golden State s'imposent lors du match 6 des Finales NBA 2015 contre les Cavaliers de Cleveland et glanent ainsi leur quatrième titre de champion NBA. Andre Iguodala est désigné MVP des finales.
- 2017 :
  - (Basket-ball /Euro féminin) : début de la 36e édition du Championnat d'Europe de basket-ball féminin qui se déroule à Prague et Hradec Králové, en République tchèque jusqu'au 25 juin 2017.
- 2024 :
  - (Compétition automobile /Endurance) : Sur le circuit de la Sarthe, victoire époustouflante de l'écurie italienne Ferrari avec le trio Antonio Fuoco, Miguel Molina et Nicklas Nielsen[2].

## Naissances

### XIXesiècle
- 1821 :
  - Tom Morris, Sr., golfeur écossais. Vainqueur des Open britannique 1861, 1862, 1864 et 1867. († 24 mai 1908).
- 1870 :
  - Alfred Velghe, pilote de courses automobile belge. († 28 février 1904).

### XXesièclede1901à1950
- 1906 :
  - Alan Fairfax, joueur de cricket australien. (10 sélections en test cricket). († 17 mai 1955).
- 1917 :
  - Larbi Ben Barek, footballeur franco-marocain. (17 sélections en équipe de France). († 16 septembre 1992).
- 1922 :
  - Jean Barreteau, joueur de rugby à XV et à XIII français. (4 sélections avec l'équipe de France de rugby à XIII). († 24 juillet 2010).
  - John Mahnken, basketteur américain. († 14 décembre 2000).
- 1923 :
  - Ron Flockhart, pilote de F1 et de courses d'endurance écossais. Vainqueur des 24 Heures du Mans 1956 et 1957. († 12 avril 1962).
- 1927 :
  - Tom Graveney, joueur de cricket anglais. (79 sélections en test cricket). († 3 novembre 2015).
- 1928 :
  - John Cuneo, skipper australien. Champion olympiqueen dragon aux Jeux de Munich 1972. († 2 juin 2020).
- 1930 :
  - Werner Arnold, cycliste sur route suisse. († 1er février 2005).
  - Mike Sparken, pilote de courses automobile français. († 21 septembre 2012).
- 1934 :
  - Roger Neilson, entraîneur de hockey sur glace canadien. († 21 juin 2003).
- 1939 :
  - Rico Steinemann, pilote de courses automobile, directeur sportif et journaliste suisse. († 12 juin 2003).
- 1942 :
  - Giacomo Agostini, pilote de moto italien. Champion du monde de vitesse moto en 500 cm3 1966 et 1967, champion du monde de vitesse moto en 500 cm3 et en 350 cm3 1968, 1969, 1970, 1971, 1972 puis champion du monde de vitesse moto en 350 cm3 1973 et 1974.
  - Robert Poirier, athlète de haies puis entraîneur et dirigeant sportif français.
- 1944 :
  - Annie Famose, skieuse alpine française. Médaillée d'argent du géant et de bronze du slalom aux jeux de Grenoble 1968. Championne du monde de ski alpin du slalom 1966
- 1945 :
  - Roger Menetrey, boxeur français.
- 1946 :
  - Rick Adelman, basketteur puis entraîneur américain.
  - Derek Sanderson, hockeyeur sur glace canadien.
- 1948 :
  - Ron LeFlore, joueur de baseball américain.
- 1949 :
  - Paulo César Lima, footballeur brésilien. Champion du monde de football 1970. (57 sélections en équipe nationale).
  - Ralph Mann, athlète de haies américain. Médaillé de bronze du 400 m haies aux Jeux de Munich 1972. († 2 janvier 2025).

### XXesièclede1951à2000
- 1950 :
  - Miguel Estrada, basketteur espagnol.
- 1951 :
  - Roberto Durán, boxeur panaméen. Champion du monde poids légers de boxe de 1972 à 1979, Champion du monde poids welters de boxe 1980, Champion du monde poids super-welters de boxe de 1983 à 1984 et Champion du monde poids moyens de boxe 1989.
- 1954 :
  - Matthew Saad Muhammad, boxeur américain. Champion du monde poids mi-lourds du 22 avril 1979 au 19 décembre 1981. († 25 mai 2014).
- 1956 :
  - Gianni De Biasi, footballeur puis entraîneur italo-albanais. Sélectionneur de l'équipe d'Albanie depuis 2011.
- 1958 :
  - Darrell Griffith, basketteur américain.
  - Ulrike Tauber, nageuse est-allemande puis allemande. Championne olympique du 400 m 4 nages et médaillée d'argent du 200 m papillon aux Jeux de Montréal 1976.
- 1961 :
  - Patrice Lair, footballeur puis entraîneur français.
  - Steve Larmer, hockeyeur sur glace canadien.
- 1968 :
  - Tahar El Khalej, footballeur marocain. (99 sélections en équipe nationale).
- 1970 :
  - Phil Mickelson, golfeur américain. Vainqueur des Masters 2004, 2006 et 2010 puis de l'USPGA 2005, des Ryder Cup 1999 et 2008.
- 1972 :
  - Shawnelle Scott, basketteur américain.
- 1974 :
  - Luis Perez, cycliste sur route espagnol.
- 1975 :
  - Anthony Carter, basketteur américain.
  - Jonathan Zwikel, hockeyeur sur glace franco-belge. (57 sélections avec l'équipe de France).
- 1977 :
  - Iker Martínez, navigateur et skipper espagnol.
- 1978 :
  - Dainius Zubrus, hockeyeur sur glace lituanien.
- 1979 :
  - Murilo Fischer, cycliste sur route brésilien.
- 1980 :
  - Brandon Armstrong, basketteur américain.
  - Brandão, footballeur brésilien.
  - Brad Gushue, curler canadien. Champion olympique aux Jeux de Turin 2006.
- 1981 :
  - Sébastien Roudet, footballeur français.
- 1982 :
  - Albert Rocas, handballeur espagnol. Médaillé de bronze aux Jeux de Pékin 2008. Champion du monde de handball masculin 2005 et 2013. Vainqueur de la Coupe d'Europe des vainqueurs de coupe 2004 puis de la Ligue des champions 2011. (178 sélections en équipe nationale).
- 1984 :
  - Jeon Hee-sook, fleurettiste sud-coréenne.
  - Rick Nash, hockeyeur sur glace canadien. Champion olympique aux Jeux de Vancouver 2010 et aux Jeux de Sotchi 2014. Champion du monde de hockey sur glace 2007.
  - Steven Whittaker, footballeur écossais. (29 sélections en équipe nationale).
- 1986 :
  - Rafael Hettsheimeir, basketteur brésilien.
  - Artūras Milaknis, basketteur lituanien.
  - Žarko Šešum, handballeur serbe. Vainqueur de la Coupe d'Europe des vainqueurs de coupe 2008 et de la Coupe EHF 2013. (124 sélections en équipe nationale).
- 1987 :
  - Gary Florimont, basketteur français.
  - Chantelle Handy, basketteuse britannique. (27 sélections en équipe nationale).
  - Per Ciljan Skjelbred, footballeur norvégien. (32 sélections en équipe nationale).
- 1988 :
  - Bruno Ecuele Manga, footballeur franco-gabonais. (67 sélections avec l'équipe du Gabon).
  - Máté Lékai, handballeur hongrois. (132 sélections en équipe nationale).
  - Ernest Mabouka, footballeur camerounais. Champion d'Afrique de football 2017. (2 sélections en équipe nationale).
  - Safi N'Diaye, joueuse de rugby française. Victorieuse du Grand Chelem 2014. (44 sélections en équipe de France).
  - Thierry Neuville, pilote de rallye belge. (4 victoires en rallye).
  - Matthieu Sans, footballeur français.
- 1989 :
  - Benjamin Daviet, fondeur handisport et biathlète handisport français. Médaillé de bronze du relais mixte ouvert aux Jeux de Sotchi 2014 puis champion paralympique du 7,5 km debout aux Jeux de Pyeongchang 2018.
  - Bert-Jan Lindeman, cycliste sur route néerlandais.
- 1990 :
  - Peni Ravai, joueur de rugby à XV fidjien. (24 sélections en équipe nationale).
  - Sanna Solberg, handballeuse norvégienne. Médaillée de bronze aux Jeux de Rio 2016. Championne du monde de handball féminin 2015. Championne d'Europe de handball féminin 2014 et 2016. (97 sélections en équipe nationale).
  - Silje Solberg, handballeuse norvégienne. Championne du monde de handball féminin 2015. Championne d'Europe de handball féminin 2014 et 2016. Victorieuse de la Coupe EHF de handball féminin 2015 et de la Coupe d'Europe des vainqueurs de coupe de handball féminin 2016. (88 sélections en équipe nationale).
- 1991 :
  - Siya Kolisi, joueur de rugby à XV sud-africain. Champion du monde de rugby à XV 2019. (76 sélections en équipe nationale).
- 1992 :
  - Vladimir Morozov, nageur russe. Médaillé de bronze du relais 4 × 100 m nage libre aux Jeux de Londres 2012. Champion d'Europe de natation du 50 m dos 2014.
- 1993 :
  - Alex Len, basketteur ukrainien.
  - Guillem Vives, basketteur espagnol. Champion d'Europe de basket-ball 2015.
- 1995 :
  - Baptiste Guillaume, footballeur belge.
  - Amal Hamrouni, handballeuse tunisienne. (24 sélections en équipe nationale).
  - Oliver Lines, joueur de snooker anglais.
- 1997 :
  - Jean-Kévin Augustin, footballeur français.
  - Orlane Kanor, handballeuse française. Championne du monde féminin de handball 2017 et 2023. Championne d'Europe féminin de handball 2018. (60 sélections en équipe de France).
  - Guram Papidze, joueur de rugby à XV géorgien. Vainqueur de la Coupe d'Europe de rugby à XV 2022. Vainqueur de la Coupe d'Europe de rugby à XV 2023. (13 sélections en équipe nationale).
- 1998 :
  - Alexander Cepeda, cycliste sur route équatorien.
- 1999 :
  - Ibrahima Koné, footballeur malien. (19 sélections en équipe nationale).
- 2000 :
  - Bianca Andreescu, joueuse de tennis canadienne. Victorieuse de l'US Open 2019.
  - C. J. Elleby, basketteur américain.
  - Ye Yifei, pilote de courses automobile chinois.

### XXIesiècle
- 2002 :
  - Louis Munteanu, footballeur roumain. (1 sélection en équipe nationale).
  - Tiago Tomás, footballeur portugais.
- 2004 :
  - Nikola Zečević, footballeur serbe.

## Décès

### XXesièclede1901à1950
- 1922 :
  - Georges Richard, 59 ans, pilote de courses automobile et industriel français. Pionnier de l'industrie automobile, cofondateur de la marque Richard-Brasier. (° 9 mars 1863).

### XXesièclede1951à2000
- 1963 :
  - Richard Kohn, 75 ans, footballeur puis entraîneur autrichien. (6 sélections en équipe nationale). (° 27 février 1888).
- 1969 :
  - Jacques Chaudron, 80 ans, hockeyeur sur glace français. (° 2 juin 1889).
- 1979 :
  - Ching Johnson, 80 ans, hockeyeur sur glace puis entraîneur canadien. (° 7 décembre 1898).
- 1993 :
  - Aldo Bini, 77 ans, cycliste sur route italien. Vainqueur des Tours de Lombardie 1937 et 1942 (° 30 juillet 1915).
  - Lindsay Hassett, 79 ans, joueur de cricket australien. (43 sélections en test cricket). (° 28 août 1913).

### XXIesiècle
- 2012 :
  - Nils Karlsson, 94 ans, skieur de fond suédois. Champion olympique du 50 km aux Jeux de Saint-Moritz 1948. (° 25 juin 1917).
  - Thierry Roland, 74 ans journaliste sportif français. Commentateur des matchs de football. (° 4 août 1937)
- 2014 :
  - Tony Gwynn, 54 ans, joueur de baseball américain. (° 9 mai 1960).2023:
- 2023 :
  - Gino Mader, 26 ans, cycliste sur route suisse. (° 4 janvier 1997).